# Pêche aux canards

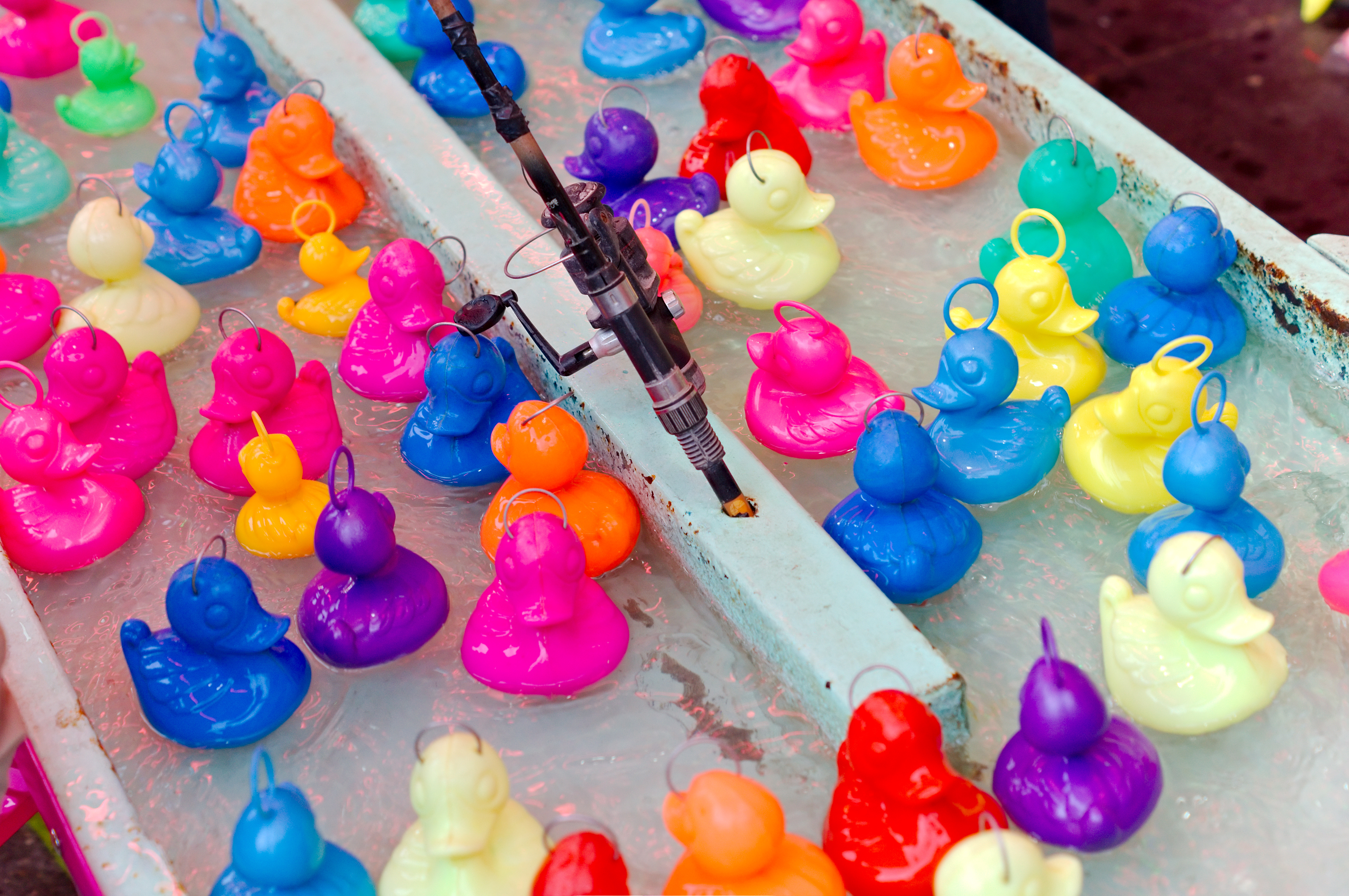
Stand de pêche aux canards à la Foire Saint-Romain.

La pêche aux canards est une attraction de fête foraine, destinée aux jeunes enfants, où ceux-ci doivent pêcher des canards en plastique à l'aide d'une canne à pêche pour gagner des lots.

## Déroulement
Les canards flottent sur un bassin rempli d'eau, généralement animée par un courant pour éviter que ces objets flottants ne soient statiques. Les canards en plastique moulé creux sont lestés pour assurer leur stabilité car chacun est doté d'un anneau de métal fixé à la tête. Les figurines sont souvent numérotées par-dessous.
Il n'y a pas de véritables hameçons au bout de la ligne, mais juste un crochet qui permet de saisir l'anneau dépassant du canard.
Selon le nombre de canards pêchés, ou de la valeur des points écrits au-dessous, les enfants obtiennent un lot en récompense.